# Peter Nielsen
Peter Nielsen (Copenhague, 3 de junho de 1968) é um ex-futebolista profissional dinamarquês, que atuava como defensor. Foi campeão da Eurocopa de 1992.

## Carreira
Peter Nielsen fez parte do elenco da Seleção Dinamarquesa de Futebol da Eurocopa de 1992.

## Títulos
- Eurocopa de 1992